# Verteilungseffekt
Der Verteilungseffekt beschreibt die Einkommensstruktur in einer Volkswirtschaft. Dabei werden über das Bruttonationaleinkommen und das Volkseinkommen die Lohn- und Kapitalverteilungen betrachtet. Die Lohnverteilung wird dabei in die so genannte Lohnspreizung und Lohnkompression unterteilt, wobei die Kapitalverteilung Zinsen und Dividenden beinhaltet, die an Kapitalgeber fließen.
Der Verteilungseffekt ist in der internationalen Makroökonomie im Bereich technischer Fortschritt, Löhne und Arbeitslosigkeit anzutreffen.

## Alternative Definition
Der Verteilungseffekt befasst sich mit den Faktoren bzw. Ursachen, die das Einkommen in einer Marktwirtschaft bestimmen.

## Makroökonomischer Zusammenhang
Das Volkseinkommen, welches das verfügbare Einkommen der privaten Haushalte beschreibt, bildet einen wichtigen Bestandteil des Bruttonationaleinkommens.
Das Volkseinkommen y setzt sich dabei aus dem Arbeits- w und Kapitaleinkommen r zusammen:
{\displaystyle y=w+r}
Als Kapitaleinkommen bezeichnet man die Entschädigung an Kapitalgeber in Form von Zinsen und Dividenden für geliehenes Geld, welches im Normalfall für Investitionen, z. B. Maschinen, von Unternehmen genutzt wird.
Dieses Kapital wird von Unternehmungen für die sogenannte Wertschöpfung genutzt, also um Produkte herzustellen und somit Geld zu verdienen.
Die Unternehmen müssen für dieses verdiente Geld eine Entschädigung an die Kapitalgeber zahlen. Somit ist das Kapitaleinkommen vergleichbar mit dem Lohn, der für den Produktionsfaktor Arbeit bezahlt wird.
Das Arbeitseinkommen kennzeichnet den Betrag, der auf Grund eines geschlossenen Arbeitsvertrages zwischen einem Arbeitgeber und einem Arbeitnehmer zustande kommt. Dabei richtet sich in den meisten Fällen die Höhe des Arbeitseinkommens nach dem Ausbildungsstand bzw. den Fachkenntnissen des einzelnen Arbeitnehmers. Zusätzlich spielen physische als auch psychische Belastbarkeiten und die Tragweite der übernommenen Verantwortlichkeiten eine große Rolle.
Das Arbeitseinkommen bildet folglich die Entschädigung des Produktionsfaktors „Arbeit“ und entspricht betragsmäßig dem Wertschöpfungsanteil der Arbeit.
Das Arbeits- bzw. Lohneinkommen wird bei der Betrachtung des Verteilungseffektes in die Lohnspreizung und Lohnkompression unterteilt. Diese zwei Kriterien sollen nun bei der Betrachtung des Verteilungseffekt die vordergründige Rolle spielen.

### Lohnspreizung
Die Lohnspreizung bezeichnet die Abstände der Einkommenshöhen unterschiedlicher Wirtschaftssubjekte. Eine hohe Lohnspreizung wird beobachtet, wenn die relativen Löhne der Arbeitnehmer mit einer vergleichsweise geringen Qualifikation gesunken sind, während bei Arbeitnehmern mit einer höheren Qualifikation ein Anstieg der relativen Löhnen vorliegt.
Die Lohnspreizung bezieht sich demnach auf ein Ungleichgewicht in der Lohnentwicklung.
Aus ökonomischer Sicht ist ein aber gewisses Maß an Lohnspreizung wichtig, um den sehr unterschiedlichen Leistungsfähigkeiten von Branchen, Unternehmen und vor allem Arbeitgebern sowie -nehmern gerecht zu werden.
Eine ausdifferenzierte Lohnstruktur schafft seitens der Arbeitgeber als auch der Arbeitnehmer den Anreiz, in Aus- und Weiterbildungen zu investieren. Arbeitgeber zielen dabei auf hochqualifizierte Mitarbeiter ab und Arbeitnehmer auf einen höheren Arbeitslohn.

#### Ursachen der Lohnspreizung
- Lohnsetzungsverhalten der Unternehmen, das durch immer größer werdende Qualifikationsunterschiede bei den Arbeitskräften geprägt wird. Dieser Sachverhalt begründet das gleichzeitige Auftreten von Überqualifikation und Lohnspreizung.
- Technischer Fortschritt, d. h., dass Routinetätigkeiten wie Fließbandarbeit zunehmend knapper werden und der Fokus sich auf qualitativ hochwertige und flexible Arbeitsplätze verlagert. Auf Grund der verschärften Konkurrenz um besonders leistungsfähige Arbeitnehmer steigen die angebotenen Löhne stetig an, um diese im eigenen Unternehmen halten zu können.
- Arbeitskräfteselektion der Unternehmen nach Qualifikationen
- Unterschiedliches Bildungsniveau potentieller Arbeitnehmer
- Höhe des Lohnes ist abhängig von bestimmten Eigenschaften der Arbeit:
  - Grad der Gefährlichkeit und der Komfortabilität
  - Beschwernis bei der Durchführung
  - Erfolgsaussichten
  - Karriereaussichten
  - Vertrauensbasis zwischen Unternehmen und Kunde

#### Folgen der Lohnspreizung
- Immer stärker werdende Teilung der Bevölkerung nach ihrer Bildung und ihrem Einkommen

### Lohnkompression

#### Unternehmersicht
Arbeiter, die am meisten verdienen, sind für die Unternehmer die billigsten.
Das heißt, dass die aus der Beschäftigung besonders leistungsfähiger Mitarbeiter resultierenden Vorteile die zusätzlichen Lohnkosten übersteigen. Es wird geschätzt, dass ein Arbeiter, der um 10 % mehr Leistung erbringt als ein anderer, eine fast 3 % höhere Lohnzahlung bekommt. Daraus resultiert, dass die Arbeitskosten für diesen Arbeiter pro Stück um fast 7 % geringer wären. Weiterhin ist hier zu beachten, dass der viel leistungsfähigere Arbeiter die Maschinen und Werkzeuge besser auslastet und somit pro Ausbringungseinheit geringere Kapitalkosten verursacht.
Das Resultat besteht darin, dass Unternehmen oftmals kostspielige Auswahlverfahren nutzen, um die besten Arbeitnehmer aus dem Bewerberpool zu greifen.

#### Mitarbeitersicht
Eine komprimierte Lohnstruktur ist im Gegensatz zur Lohnspreizung oft bei zentralisierten und koordinierten Verhandlungssystemen vorzufinden.
Sie liegt vor, wenn es bei den Arbeitnehmern nur geringe Lohnunterschiede gibt.
Eine Ursache dafür kann ein hohes allgemeines Ausbildungsniveaus sein. Das heißt, dass ein einheitlicher Ausbildungsstand eine relativ gleiche Entlohnung zur Folge hat.
Andererseits kann eine Ursache auch darin liegen, dass gering produktive Arbeitsplätze wegfallen auf Grund zu hoher Mindestlöhne. Die Produktivität der Arbeitskräfte auf diesen Arbeitsplätzen würde also nicht ausreichen, um die Mindestlöhne zu erwirtschaften. Somit wäre die Entlohnung größer als der wirtschaftliche Nutzen für das Unternehmen.
Im Umkehrschluss kann die Lohnkompression also die Beschäftigungschancen von gering qualifizierten Arbeitskräften bzw. deren Arbeitseintrittschancen am Markt stark vermindern.

#### Ursachen der Lohnkompression
- Ein etwa einheitliches Bildungsniveau der Arbeitnehmer
- Hohe Mindestlöhne verhindern starke Lohnspreizung
- Hohe Produktivität der Arbeitnehmer

#### Folgen der Lohnkompression
- Ähnliche Einkommensverhältnisse in der Bevölkerung
- Schaffung von Anreizen für
  - Arbeitgeber im Humankapital zu investieren
  - Arbeitnehmer Weiterbildungsmöglichkeiten auszuschöpfen
- Wegfall von gering produktiven Arbeitsplätzen

## Fazit
Allgemein ist zu sagen, dass Länder mit relativ hohen gesetzlichen oder tarifvertraglichen Mindestlöhnen eine geringere Spreizung der personellen Lohnstruktur aufweisen. Das hat den Vorteil, dass ein bestimmtes Entlohnungsniveau gewährleistet ist. Allerdings führt dieser Sachverhalt häufig zum Wegfall von gering produktiven Arbeitsplätzen was die Arbeitslosigkeit von gering qualifizierten Arbeitnehmern erhöht und zusätzlich enorme Barrieren bei der Arbeitssuche entstehen lässt.
Eine langfristige Prognose über den Verteilungseffekt in den Industrieländern tendiert dahin, dass sich durch den arbeitssparenden technischen Fortschritt eine wachsende Ungleichverteilung einstellen wird. Technologische Innovationen werden einfache Arbeiten immer mehr ersetzen. Die Nachfrage nach gering qualifizierten Arbeitnehmern wird künftig weiter sinken da diese nicht mehr in der Lage sind, hochproduktive und flexibel einsetzbare Fertigungsanlagen zu bedienen. Zusätzlich kommt es zum Austausch menschlicher Arbeitskraft gegen Roboter, die weder krank werden noch hohe Sozialabgaben fordern.

## Vergleich zwischen Deutschland und USA
Ein Beispiel für eine komprimierte Lohnstruktur ist Deutschland. Hier ist das Gehalt eines in den oberen 10 % liegenden Verdieners dreimal so hoch wie das eines in den unteren 10 % liegenden gering verdienenden Arbeitnehmers.
In den USA dagegen finden wir eine ausgeprägte Lohnspreizung vor. Hier liegt der Wert bei dem 4.6-fachen.
Eine Ursache kann darin liegen, dass in den USA der private Dienstleistungssektor mit geringer Entlohnung stärker gewachsen ist als in Deutschland. Schlussfolgernd hat der Beschäftigungsgrad in den USA bei geringer Entlohnung zugenommen und zu stärkerer Lohnspreizung geführt. Weiterhin gibt es in den USA die Entwicklung, dass die Zahl derjenigen Arbeitnehmer stark zugenommen hat, die im Besitz einer höheren Qualifikation sind als für ihre Tätigkeiten erforderlich wäre.
In Deutschland wird die fehlende Lohndifferenzierung im Niedriglohnbereich als wichtige Ursache für die schlechte Beschäftigungsentwicklung gesehen. Das führt zu dem Problem, dass Personen, deren produktive Fähigkeiten unterhalb des Minimallohnsatzes liegen, für Unternehmen nicht profitabel zu beschäftigen sind.
Durch nach unten flexiblere Löhne, also eine höhere Lohnspreizung, könnten die geringer qualifizierten Arbeitnehmer in Deutschland wieder Beschäftigung finden. In den USA ist während dessen die Ungleichheit der Löhne zwar sehr hoch, die Arbeitslosigkeit dafür aber geringer.